# Steingutfabrik Witteburg
Die Witteburg war eine 1853 bis 1958 bestehende Fabrik für Geschirr, Haushaltsgerät und Fliesen aus Steingut in Farge bei Bremen.

## Geschichte
1852/53 gründeten Johannes Fritze (1830–1897), ein Bremer Reeder, James Bethuel Boyes (1804–1879) und Simeon Sowerbutts (1816–1868), zwei Bremer Kaufleute, in Farge (damals Königreich Hannover) eine Fabrik für Tafelgeschirr aus Steingut. Das 1852 erworbene Gelände der neuen Manufaktur lag nördlich von Bremen am Ufer der Unterweser in der Nähe einer 1227 zerstörten Festung Witteborg des Bremer Erzbischofs Gerhard II., deren Name leicht verändert in den des Unternehmens einging. Dort konnten im Gegensatz zu Bremen seetüchtige Schiffe aus England zur Anlandung von Kohle, Schamottesteinen und der keramischen Rohstoffe trotz der zunehmenden Versandung der Weser noch anlanden. Auch lag ein hannoverscher (und nicht bremischer) Standort Farge auf dem Gebiet des Zollvereins, was die Ausfuhr ins Binnenland erleichterte.
Sowerbutts übernahm die Geschäftsführung, er hatte bereits ausgewiesene Erfahrung im Porzellan- und Steinguthandel. Seine englischen Geschäftsbeziehungen erleichterten die Anwerbung von britischen Facharbeitern. Zu ihnen gehörte auch der Kupferstecher Richard Taylor (1830–1915), dem zum Teil die Umdruckdekore der ornamentierten Ware zugeschrieben werden dürfen. Im Juli 1853 wurde die Produktion aufgenommen, die Mitarbeiterzahl stieg von anfangs 150 auf 470 im Jahr 1900, die Zahl der angebotenen Artikel bis 1861 auf 1267. 
Nach dem Ausscheiden Sowerbutts (1885) wurde auch z. T. mit Dekor bedruckte Sanitärkeramik hergestellt. Ein von der Firma mit 150.000 Mark geförderter Ausbau der Bahnstrecke Vegesack-Farge ermöglichte den Versand auf der Schiene (1891: 800.000 Tonnen). Um 1900 werden als Absatzgebiete genannt: Deutschland, Österreich, Italien, Norwegen, Schweden, Niederlande, Belgien, Russland, Indien, Argentinien, Brasilien und Mexiko. Von 1904 bis 1908 sanken Nachfrage und Ertragslage rapide, 1914 wurde die Produktion vorübergehend ganz eingestellt.
Im September 1918 wurde die Witteburg eine Tochter der Norddeutschen Steingutfabrik Grohn, erreichte aber nie wieder auch nur annähernd ihre alte Bedeutung. 1953 schloss der Betrieb endgültig. Auf einem Teil des Geländes entstand das Kraftwerk Farge.

## Geschirr
Charakteristisch für die frühe Geschirrproduktion der Witteburg sind (meist blaue) Umdruckdekore, die englischen Vorbildern folgen oder sogar von importierten Umdruckpapieren erfolgten, die bei englischen Kupferstechern in Auftrag gegeben worden waren. Blütenranken und Buketts sind die vorherrschenden Motive. Natürlich ging in vermutlich großem Umfang auch „weiße“, unbedruckte Ware in den Handel. Daneben kommen schablonierte sowie in geringem Umfang auch geschwämmelte und handbemalte Geschirre vor. Neben den Servicen des Tafelgeschirrs führen die aus verschiedenen Jahren erhaltenen Preisverzeichnisse auch Hygieneartikel wie Waschgarnituren (die im Haushalt des 19. Jahrhunderts unverzichtbaren Kannen und Becken), Seifenschalen und Nachttöpfe oder Küchengerät und Blumenübertöpfe auf. Die Produktion dieser Haushaltswaren wurde 1925 eingestellt. 

## Fliesen
Um 1885 bereicherten farbige Wandplatten (Fliesen) die Produktpalette. Gnettner zitiert einen amtlichen Bericht von 1889: „Die Witteburg macht im Augenblick ihr bestes Geschäft mit der Produktion farbiger Fliesen zum Wandbelag, auf die sie sich seit etwa vier Jahren geworfen hat und in der sie in Anlehnung an Mettlacher Muster recht hübsches Fabrikat liefert.“ Der Verweis bezieht sich auf die tatsächlich stilprägende Stellung des marktbeherrschenden Steingutproduzenten Villeroy & Boch in der saarländischen Stadt. 1889 waren mindestens 250 Muster im Angebot der Witteburg. In den Jahren um 1900 mit ihrer prosperierenden Bauwirtschaft wurde es Mode, Hausflure und Bäder mit dekorativ ornamentierten Wandplatten in kräftiger und kontrastreicher Farbigkeit auszustatten. 1926 stellte man sich unter Regie der Norddeutschen Steingut auf Bodenfliesen aus Hartsteinzeug um, die mit Unterbrechungen bis zum endgültigen Erlöschen der Brennöfen ausschließlich hergestellt wurden.

## Marken und Stempel
Gestempelte Prägezeichen oder mit einem gedruckten Umdruckpapier aufgebrachte Marken dienten als Herkunftsnachweis. Als Datierungshilfe sind sie für Witteburg nur bedingt geeignet. Von Anfang an wurde ein Stockanker in Verbindung mit dem Schriftzug WITTEBURG als Blindstempel verwendet. Daneben gab es, vermutlich bis 1866, das englische oder das ganz ähnliche hannoversche Wappen als Farbstempel. Wegen des hohen Ansehens englischen Steinguts verlieh das den Produkten aus Farge den Anschein einer höherwertigen Herkunft. Auch die Ankermarke ist mit der des renommierten Herstellers Davenport aus Staffordshire leicht zu verwechseln. Verschiedene Wortmarken verbinden den Firmennamen mit einer Dekorbezeichnung, zum Beispiel Weser, (dem häufigsten Muster), Etruscan Vase, Flora, Marble, Donau, LaubBorde, Möwe, Stella, Brema, Hammonia, Bouquet und andere. 1923/1925, vielleicht schon ab 1918 war schließlich noch ein Gummistempel in Gebrauch, der eine stilisierte Burg im Hochoval zeigt.